# Pasmo Ben Nevis
Pasmo Ben Nevis – pasmo w Grampianach Zachodnich w Szkocji. Ciągnie się przez 16 km od Loch Linnhe na zachodzie do Lairig Leanach na wschodzie. Nazwa pochodzi od najwyższego szczytu pasma (równocześnie najwyższego na Wyspach Brytyjskich - Ben Nevis).
Najważniejsze szczyty: 
- Ben Nevis (1345 m),
- Aonach Beag (1234 m),
- Càrn Mòr Dearg (1223 m)
- Aonach Mòr (1221 m).